# Спортивка
Спортивка — всеукраїнська спортова газета. Редакція — ві Львові.

## Відомості
Видають у Львові з 2004 року. Засновник — Олександр Желізний. Свідоцтво про реєстрацію КВ № 9075 від 19 серпня 2004. Співвидавці: ПП «Спортивка», ФОП Михальчук В. Б.
Станом на 27 грудня 2014: шеф-редактор — Роман Цюняк, головний редактор — Віталій Павлишин. Адреса редакції: Львів, вул. Крушельницької, 17 (2-й поверх).
Станом на жовтень 2015: виходить тричі на тиждень на 16 сторінок, наклад — 2990 примірників.
Станом на 21 лютого 2025 року : виходить двічі на тиждень на 16 сторінок, наклад — 5000 примірників.